# Jeanne Lampl-de Groot

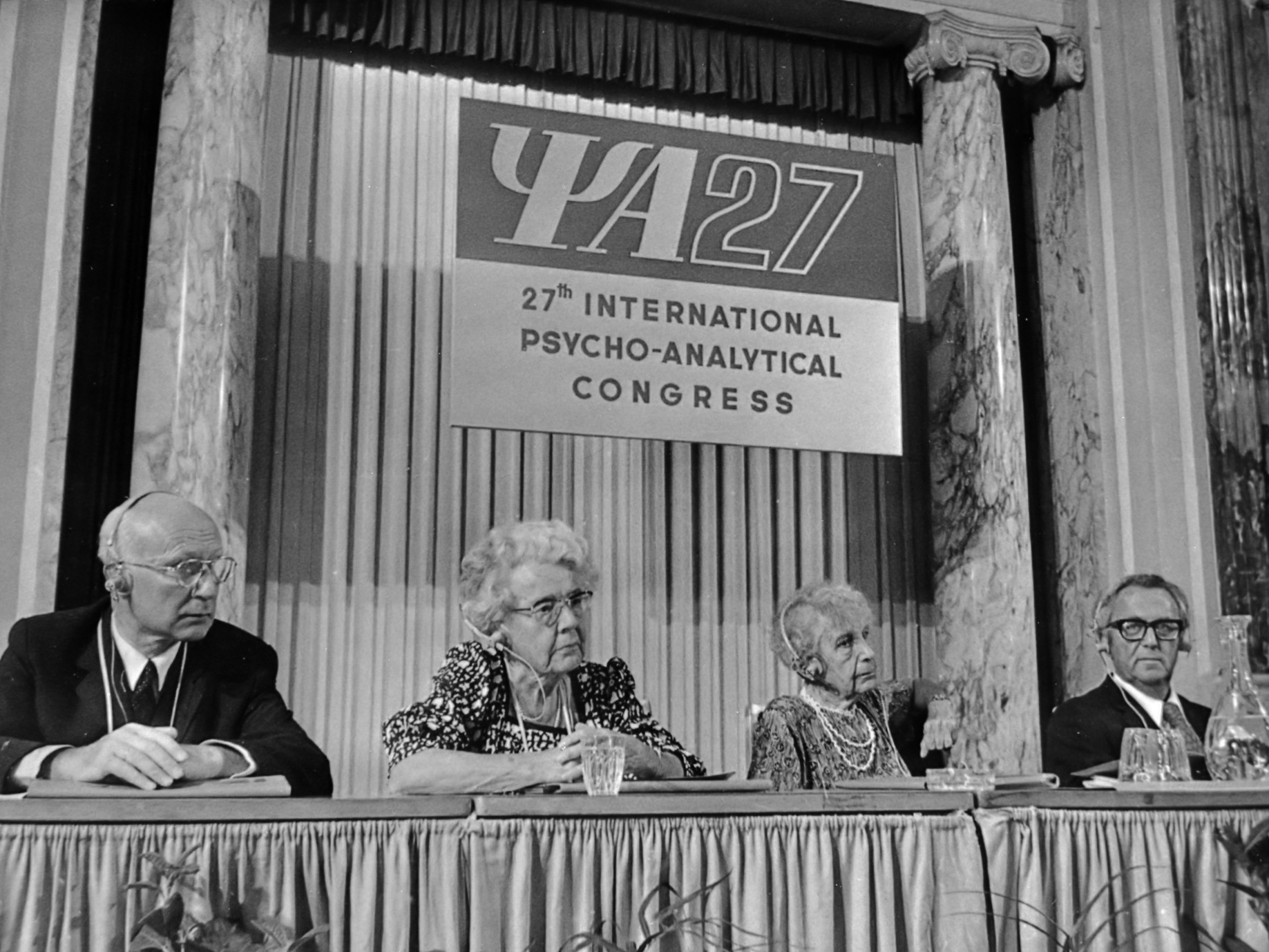
Van de Leeuw, dr. Jeanne Lampl-de Groot, dr. Anna Freud en dr. Leo Rangell, VS 1971

Jeanne Lampl-de Groot, geboren onder de naam Adriana de Groot (Schiedam, 16 oktober 1895 – Zwolle, 4 april 1987), was een van Nederlands meest vooraanstaande psychoanalytici.
Op 27-jarige leeftijd ging De Groot, na een studie medicijnen in Leiden en Amsterdam, als eerste Nederlander bij Sigmund Freud in de leer, met als doel zijn theorieën uit eerste hand onderwezen te krijgen. Gedurende haar werkzame leven is zij, ondanks de in die tijd veranderende opvattingen over de vrouwelijke seksualiteit, een trouwe volgeling van Freud gebleven.

## Biografie
Adriana de Groot was de derde dochter van Michaël Coenrardus Maria de Groot (1860–1935) en Henriette Dupont (1864–1951). Zij groeide op in een kunstminnend, musicerend en sociaal geëngageerd gezin dat enige welstand had verworven. Haar moeder kwam uit een huisartsgezin te Rotterdam waar Multatuli huisvriend was. Haar vader nam steeds meer afstand van het katholieke geloof en maakte zich sterk voor de verheffing van de arbeidersklasse. Op zesjarige leeftijd verloor Adriana haar jongere zusje Henriëtte aan de gevolgen van een longontsteking. Deze gebeurtenis en de daarop volgende depressie van haar moeder zouden voor haar verdere ontwikkeling bepalend blijken.

## Carrière
Uit het contact met Sigmund Freud ontwikkelde zich, ondanks het leeftijdsverschil, een warme vriendschap. De Groot benoemde haar relatie met Freud, bij verschillende gelegenheden, als zeer beminnelijk en ouderwets-hoffelijk. Op advies van Freud vervolgde zij in 1925 haar opleiding in Wenen. Daar kwam zij in contact met Hans Lampl, een vriend binnen de familie Freud, waar zij na twee maanden mee trouwde. Dientengevolge verbeterde ook het contact tussen De Groot en Sigmund Freuds dochter Anna Freud, wat resulteerde in een reeks artikelen over opvoeding en het moederschap. Freud zou later, in 1931 in zijn boek Über die weibliche Sexualität enkele waarderende opmerkingen aan deze artikelen wijden en met de belangrijkste conclusies instemmen.
Als gevolg van het opkomend Nationaalsocialisme verhuisde het gezin Lampl in 1933 uit Berlijn naar Wenen en in 1938 naar Nederland. De Joodse Hans Lampl dook gedurende de bezettingsjaren onder, Adriana zette haar werk als psychoanalytica clandestien voort. Uitoefening van de psychoanalyse was namelijk door de Duitsers verboden. In haar streven de leer van Freud te bewaken, raakte Adriana Lampl-de Groot na de Tweede Wereldoorlog bij een groot aantal geschillen en conflicten betrokken. Als voorzitster van het Psychoanalytisch Genootschap werd haar dictatoriaal gedrag verweten.
In 1956 gaf het gezin Lampl de architect Piet Elling opdracht tot het ontwerp van een buitenhuis op een bebost stuk grond in het Gelderse Wapenveld. Dat duurde maar twee jaar, omdat Hans Lampl op 1 december 1958 aan de gevolgen van een auto-ongeluk op weg van het buitenhuis naar Amsterdam overleed.